# Jacques Commaille
Pour les articles homonymes, voir Commaille.
 (août 2011).
Si vous disposez d'ouvrages ou d'articles de référence ou si vous connaissez des sites web de qualité traitant du thème abordé ici, merci de compléter l'article en donnant les références utiles à sa vérifiabilité et en les liant à la section « Notes et références ».
 (janvier 2024).
La mise en forme du texte ne suit pas les recommandations de Wikipédia : il faut le « wikifier ».
Les points d'amélioration suivants sont les cas les plus fréquents. Le détail des points à revoir est peut-être précisé sur la page de discussion.
- Les titres sont pré-formatés par le logiciel. Ils ne sont ni en capitales, ni en gras.
- Le texte ne doit pas être écrit en capitales (les noms de famille non plus), ni en gras, ni en italique, ni en « petit »…
- Le gras n'est utilisé que pour surligner le titre de l'article dans l'introduction, une seule fois.
- L'italique est rarement utilisé : mots en langue étrangère, titres d'œuvres, noms de bateaux, etc.
- Les citations ne sont pas en italique mais en corps de texte normal. Elles sont entourées par des guillemets français : « et ».
- Les listes à puces sont à éviter, des paragraphes rédigés étant largement préférés. Les tableaux sont à réserver à la présentation de données structurées (résultats, etc.).
- Les appels de note de bas de page (petits chiffres en exposant, introduits par l'outil «  Source ») sont à placer entre la fin de phrase et le point final[comme ça].
- Les liens internes (vers d'autres articles de Wikipédia) sont à choisir avec parcimonie. Créez des liens vers des articles approfondissant le sujet. Les termes génériques sans rapport avec le sujet sont à éviter, ainsi que les répétitions de liens vers un même terme.
- Les liens externes sont à placer uniquement dans une section « Liens externes », à la fin de l'article. Ces liens sont à choisir avec parcimonie suivant les règles définies. Si un lien sert de source à l'article, son insertion dans le texte est à faire par les notes de bas de page.
- La présentation des références doit suivre les conventions bibliographiques. Il est recommandé d'utiliser les modèles {{Ouvrage}}, {{Chapitre}}, {{Article}}, {{Lien web}} et/ou {{Bibliographie}}. Le mode d'édition visuel peut mettre en forme automatiquement les références.
- Insérer une infobox (cadre d'informations à droite) n'est pas obligatoire pour parachever la mise en page.

Pour une aide détaillée, merci de consulter Aide:Wikification.
Si vous pensez que ces points ont été résolus, vous pouvez retirer ce bandeau et améliorer la mise en forme d'un autre article.
Jacques Commaille après avoir été chercheur au CNRS puis professeur dans l’enseignement supérieur, est actuellement professeur émérite des universités (École normale supérieure de Paris-Saclay, membre de l’Institut des sciences sociales du politique (ENS Paris-Saclay/université Paris Nanterre/CNRS UMR 7220).

## Biographie
Jacques Commaille est docteur en sociologie et docteur ès lettres et sciences humaines (Sorbonne). Il a reçu une formation en sociologie en étant étudiant notamment de Raymond Aron, Georges Gurvitch, Pierre Bourdieu et Jean-Claude Passeron. Cette formation a été complétée : dans le domaine juridique grâce à une collaboration de plusieurs années avec le grand civiliste Jean Carbonnier dans le cadre de travaux de réforme du Code civil ; en science politique par des recherches réalisées au centre d’études de la vie politique française (CEVIPOF-Sciences Po Paris), entre autres sur les mutations des politiques publiques analysées à partir de celles du droit et des enseignements assurés à Sciences Po Paris et Sciences Po Grenoble.  
Après avoir débuté ses activités de recherche dans le cadre de la sociologie de la décision, Jacques Commaille a porté un intérêt particulier au droit en développant une sociologie du droit comme contribution à une sociologie générale et à la science politique. Loin de s’en tenir à une sociologie du droit strictement au service du droit et de ses réformes, il s’est ainsi inscrit progressivement dans une perspective de sciences sociales sur le droit, retrouvant la filiation de pensée des grandes figues fondatrices de la sociologie générale pour considérer le droit comme un exceptionnel révélateur des transformations des sociétés et comme permettant des théorisations portant sur ces transformations. Ce qu’il a qualifié de sociologie politique du droit découle de ce positionnement. Il en résulte des travaux qui ont porté notamment sur : les processus politiques de production du droit ; le statut du droit et des représentations sociales dont il fait l’objet dans le cadre du fonctionnement des sociétés en invoquant notamment l’existence d’un modèle dual de légalité ; la mise en perspective des transformations des savoirs sur le droit en les comparant aux transformations des savoirs sur la société et à celles sur la nature pour finalement constater un exceptionnel parallélisme de ces transformations des savoirs concernés, ce parallélisme renvoyant aux transformations du pouvoir politique et de ses propres formes de régulation.
Avec ses travaux, Jacques Commaille apparaît comme un acteur important d’un processus de transformation du régime de connaissance sur le droit en France et à l’étranger. Sa contribution à cette transformation a été favorisée également par  ses nombreux engagements dans la fonction de transmission de connaissance. Outre ses enseignements dans le cadre de sa fonction de professeur et de directeur de thèse, il a assuré des enseignements notamment à l’université Panthéon-Assas Paris 2, à Sciences Po Paris et Grenoble, à l’université Saint-Louis à Bruxelles, en tant que titulaire de la chaire de sociologie du droit à l’Académie européenne de théorie du droit à Bruxelles, à l’université de Montréal, à l’université de Birzeit en Palestine, à l’Institut international de sociologie du droit en Espagne qu’il a contribué à créer ;
On peut également noter ses engagements institutionnels en lien direct avec ses domaines de recherche comme cofondateur de la revue Droit et Société (dont il a été le rédacteur en chef de 1985 à 2017) et des collections d’ouvrages « Droit et Société » (4 collections actuellement) chez LGDJ-Lextenso éditions).
Les fonctions d’enseignant et de chercheur consacrées à ouvrir de nouvelles perspectives dans le champ de savoir du droit et sur le droit (dont la valeur a été notamment reconnue par l’attribution du titre de docteur honoris causa de l’Université de Bruxelles) se sont également enrichies d’engagements dans la politique scientifique parmi lesquels celle de développement des Maisons des sciences de l’Homme en France et en Belgique (avec un particulier intérêt porté aux questions de l’interdisciplinarité et des interactions entre la recherche et son environnement social et culturel) ou celle de création d’instituts d’études avancées  consacrés à l’internationalisation de la recherche française (pour ces engagements de politique scientifique, Jacques Commaille a été fait chevalier de la Légion d’Honneur en 2013). 
L’exercice de ces engagements institutionnels ne doit pas être considéré comme distincts de ses activités de recherche et d’enseignement. Ils enrichissent les principes d’ouverture, de rejet des assignations institutionnelles, de mises en perspective, notamment interdisciplinaire et internationale, au fondement de ce qu’est son investissement dans le champ de savoir sur le droit. Ils inspirent également ses travaux en cours sur la place du droit dans les expériences de participation citoyenne comme tentatives de dépassement de la crise de la démocratie représentative. 

## Publications
- Familles sans justices ? Le droit et la justice face aux transformations de la famille, Le Centurion, Paris, 1982
- (avec François Chazel) Normes juridique et régulation sociale, LGDJ, 1991
- Les stratégies des femmes : travail, famille, politique, La Découverte, 1993
- L’esprit sociologique des lois. Essai de sociologie politique du droit, PUF, 1994

- (avec Louis Assier-Andrieu) Politique des lois en Europe, LGDJ-Lextenso, 1995
- Misères de la famille, question d’État, Presses de Sciences Po, 1996
- (avec François de Singly) The European Family, Kluwer Academic Publishers, 1997
- Les nouveaux enjeux de la question sociale, Hachette, 1997
- (avec Claude Martin) Les enjeux politiques de la famille, Bayard, 1998
- Territoires de justice : une sociologie politique de la carte judiciaire, PUF, 2000
- Individualisation et Société, Othya-No-Mizu-Hoban, Tokyo, Japon, 2002
- (avec Pierre Strobel et Michel Villac), La politique de la famille, La Découverte, « Repères »,  2003
- (avec Martine Kaluszynski) La fonction politique de la justice, La Découverte, 2007
- (avec Patrice Duran) Pour une sociologie politique du droit, L’Année Sociologique, n°59 et 60, 2009
- (avec Laurence Dumoulin et Cécile Robert), La juridicisation du politique, LGDJ-lextenso éditions, nouv. éd., 2014
- (avec Françoise Thibault), Des sciences dans la Science, Éditions Alliance Athéna, 2014 (version français et anglaise)
- À quoi nous sert le droit ?, Gallimard, Folio essais, 2015
- (avec Ramona Coman) Justice in Balkans, Southeastern Europe, Vol. 40, Issue 3, 2016
- (avec Stéphanie Lacour) After Legal Consciousness Studies : dialogues transatlantiques et transdisciplinaires, Droit et Société, n°100, 2018 (version française et anglaise)
- (avec Wanda Capeller et Laure Ortiz) Repenser le droit. Hommage à André-Jean Arnaud, LGDJ-Lextenso éditions, 2019
- (avec Virginie Albe et Florent Le Bot) L’échelle des régulations politiques, XVIIIe – XXIe siècle. L’histoire et les sciences sociales aux prises avec les normes, les acteurs et les institutions, Presses universitaires du Septentrion, 2019
- Avenir de la recherche et Maisons des sciences de l’Homme, Éditions Alliance Athéna, nouv. éd., 2020
- « Le statut épistémologique de l’interdisciplinarité comme enjeu », dans L’interdisciplinarité sans concession, Éditions Alliance Athéna, 2023
- L’esprit politique des savoirs. Le droit, la société, la nature. Une mise en perspective, Éditions de la FMSH, 2023

## Distinctions
- Chevalier de la Légion d'honneur Il est fait chevalier le 12 juillet 2013[8].